# Malla (kommun)
Malla är en kommun i Spanien.   Den ligger i provinsen Província de Barcelona och regionen Katalonien, i den östra delen av landet, 500 km öster om huvudstaden Madrid. Antalet invånare är 269. Arean är 11,0 kvadratkilometer. Malla gränsar till Tona, Taradell, Seva, Vic, Santa Eugènia de Berga och Muntanyola. 
Terrängen i Malla är huvudsakligen platt, men västerut är den kuperad.